# 君津市立周東中学校
君津市立周東中学校（きみつしりつすとうちゅうがっこう）は、千葉県君津市塚原にある公立中学校。

## 沿革
- 2019年（平成31年・令和元年）
  - 4月1日 - 小糸・清和両中学校を統合して、本校開校。第1期生は221名。校舎は、旧小糸中学校の施設を継続使用。
  - 12月7日 - 本校体育館にて、開校記念式典挙行[1]。
- 2020年（令和2年）3月10日 - 第1回卒業式挙行。

## 学区
出典
- 小糸小学校学区
  - 大井戸、糸川、大野台、鎌滝、福岡、荻作、塚原、行馬、根本、小糸大谷、長石、法木、鬼沮、かずさ小糸、糠田飛地、中島、白駒、泉、上、練木、大鷲、大鷲新田、大井、糠田
- 清和小学校学区
  - 西粟倉、清和市場、市宿、日渡根、東猪原、西猪原、東粟倉、平田、植畑、西日笠、鹿野山、東日笠、二入、辻森、大岩、正木、奥米、宿原、怒田沢、旅名、豊英

## アクセス
- 『君津市コミニュティバス』中島・豊英線「塚原」バス停下車後、徒歩約450m・約7分。

## 周辺
- 小糸スポーツ広場
- 小糸川